# Yaylakılınçlı, Kaş
Yaylakılınçlı là một xã thuộc huyện Kaş, tỉnh Antalya, Thổ Nhĩ Kỳ. Dân số thời điểm năm 2011 là 293 người.